# Émargination (plume)
Pour l’article homonyme, voir Émargination.
| 1 - P : Rémiges primaires 2 - CP : couverture primaire (tectrices) 3 - Al : Alula 4 - S : Rémiges secondaires | 5 - GC : Grande couverture (tectrice) 6 - MC : Couverture médiane (tectrice) 7 - PC : Petite couverture (tectrice) 8 - T : Rémige tertiaire 9 - Plume scapulaire (tectrice) |

L'émargination est l'espace que l'on retrouve entre les extrémités des rémiges primaires  des ailes des oiseaux. On ne connaît pas précisément le rôle ou l'impact de ces espaces, mais ils permettraient aux plumes de mieux résister aux très grosses pressions de l'air résultant des battements des ailes.
Les émarginations sont particulièrement marquées sur les grands oiseaux planeurs comme les grands rapaces. Par contre les sprinters et acrobates tels les martinets ou les oiseaux-mouches n'en possèdent pas. L'émargination réduit la turbulence tout en augmentant la portance. Cette adaptation permet en outre aux rapaces de porter de lourdes proies.
Les rémiges sont asymétriques, les vexilles externes sont plus courtes que les vexilles internes, la partie de la plume exposée à la pression la plus forte de l'air, vers l'avant donc, sont plus courtes. L'émargination est souvent due à la petite taille des vexilles externes.

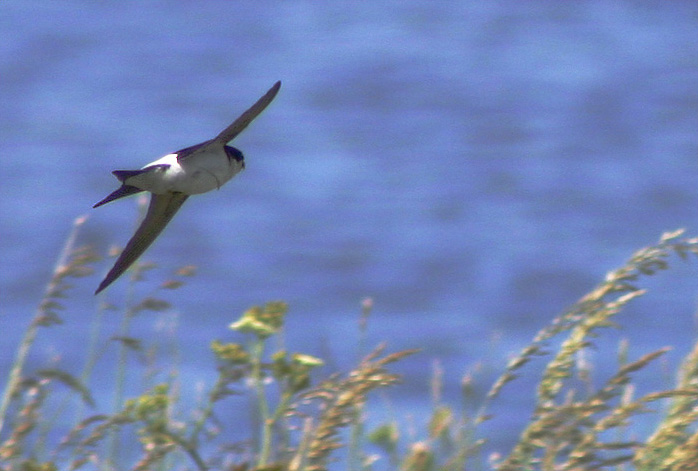
Absence d'émargination pour une hirondelle
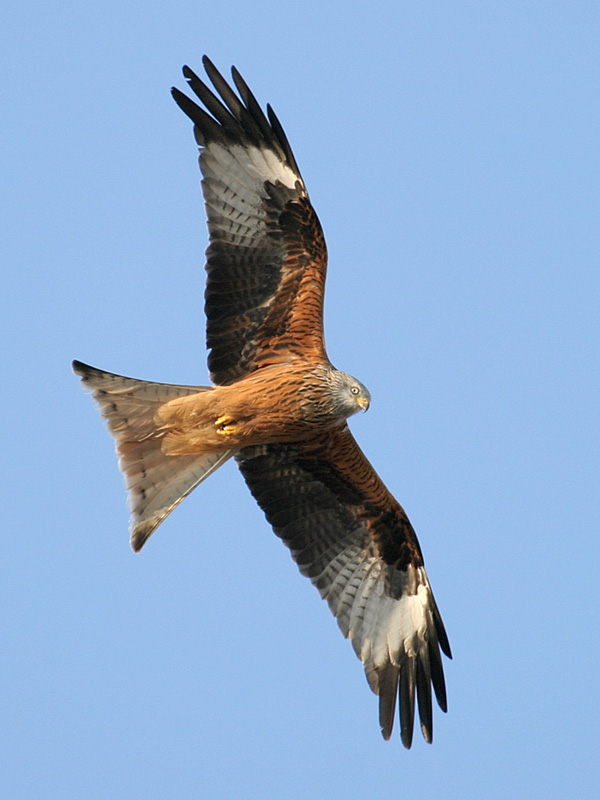
Émarginations d'un milan royal
Différentes silhouettes